# 洪庆站
洪庆站位于中华人民共和国陕西省西安市灞桥区洪庆街道洪庆北街、洪庆街与长平路交叉口北侧，是西安地铁9号线的一座车站，于2020年12月28日随9号线开通运营。

## 车站结构
本站为地下三层岛式站台车站，南端预留与未来线路垂直换乘条件。与其他车站由假墙覆盖不同，本站站厅的预留处由卷帘门遮盖。
- 站台（2023年7月）
- 站台南端预留的接口（2023年7月）
- 站厅南端（2023年7月）

| 地面            | 出入口                | A、C、D出入口                                  |
| 地下一层 站厅层 | 站厅                  | 客务中心、自动售票机、进出站闸机、长安通自助机 |
| 地下三层 站台层 |                       | 9号线往秦陵西（紫霞三路）                      |
| 地下三层 站台层 | 岛式站台，左侧开门    |                                                |
| 地下三层 站台层 | 9号线往纺织城（田王） |                                                |

## 出入口
本站共有3个出入口，均设置于长平路北侧。
|      |                                |      |
| 编号 | 指引                           | 图片 |
| A    | 洪庆北街（西）、长平路、赵东村 |      |
| C    | 洪庆北街（东）、长平路、青萍路 |      |
| D    | 洪庆北街（东）                 |      |

## 接驳公交

### 西侧，近A出口
| 洪庆 | 洪庆             | 洪庆 | 洪庆           | 洪庆       |
| 编号 | 路线             | 路线 | 路线           | 备注       |
| ---- | ---------------- | ---- | -------------- | ---------- |
| 213  | 朝阳路公交调度站 | ⇆    | 半坡公交调度站 | 原 213区间 |

### 南侧，南行近A出口，北行近C出口
| 洪庆 | 洪庆                     | 洪庆 | 洪庆           | 洪庆            |
| 编号 | 路线                     | 路线 | 路线           | 备注            |
| ---- | ------------------------ | ---- | -------------- | --------------- |
| 132  | 纺园五路（西安纺织集团） | ⇆    | 灞桥停车场     |                 |
| 231  | 西核所                   | ⇆    | 长乐路万寿路口 | 原 31（第一代） |